# 실험실 정보 관리 시스템
실험실 정보 관리 시스템(Laboratory information management system, LIMS) 또는 실험실 정보 운용 시스템은 현대 실험실 운영을 지원하는 기능을 갖춘 소프트웨어 기반 솔루션이다. 주요 기능에는 워크플로 및 데이터 추적 지원, 유연한 아키텍처, 데이터 교환 인터페이스가 포함되지만 이에 국한되지는 않으며 "규제된 환경에서의 사용을 완벽하게 지원"한다. LIMS의 기능과 용도는 단순한 샘플 추적에서 실험실 정보학의 여러 측면을 관리하는 전사적 자원 계획 도구로 수년에 걸쳐 발전해 왔다.
"LIMS"라는 용어는 다양한 실험실 정보학 구성요소를 포괄하는 데 사용되므로 유용한 정의가 없다. 이러한 구성 요소의 확산과 깊이는 LIMS 구현 자체에 따라 크게 달라진다. 모든 LIMS에는 워크플로 구성 요소와 일부 요약 데이터 관리 기능이 있지만 그 이상으로 기능면에서 상당한 차이가 있다.
역사적으로 LIMyS, LIS 및 프로세스 개발 실행 시스템(PDES)은 모두 유사한 기능을 수행했다. "LIMS"라는 용어는 제약이나 석유화학 작업과 같은 환경, 연구 또는 상업적 분석을 목표로 하는 정보학 시스템을 가리키는 경향이 있다. "LIS"는 종종 특별한 사례 관리 도구가 필요한 법의학 및 임상 시장의 실험실 정보학 시스템을 가리키는 경향이 있다. "PDES"는 일반적으로 가상 제조 기술을 포함하여 더 넓은 범위에 적용되지만 반드시 실험실 장비와 통합될 필요는 없다.
최근에는 LIMS 기능이 원래의 시료 관리 목적을 뛰어넘어 더욱 확장되었다. 분석 데이터 관리, 데이터 마이닝, 데이터 분석 및 전자 실험실 노트(ELN) 통합이 많은 LIMS에 추가되어 단일 소프트웨어 솔루션 내에서 중개 의학을 완전히 실현할 수 있다. 또한 현재 많은 LIMS가 포괄적인 사례 중심 임상 데이터를 완벽하게 지원하므로 LIMS와 LIS 간의 구분이 모호해졌다.

## 같이 보기
- 데이터 관리
- 과학적 관리법